# Biofabricação
Biofabricação ou biomanufatura é um tipo de manufatura que utiliza sistemas biológicos para produzir biomateriais e biomoléculas comercialmente importantes para uso em medicamentos, processamento de alimentos e bebidas, e aplicações industriais. Os produtos de biomanufatura podem ser recuperados de fontes naturais, como sangue, ou de culturas de micróbios, células animais ou células vegetais cultivadas em equipamentos especializados. As células usadas durante a produção podem ter ocorrido naturalmente ou ser derivadas de técnicas de engenharia genética.

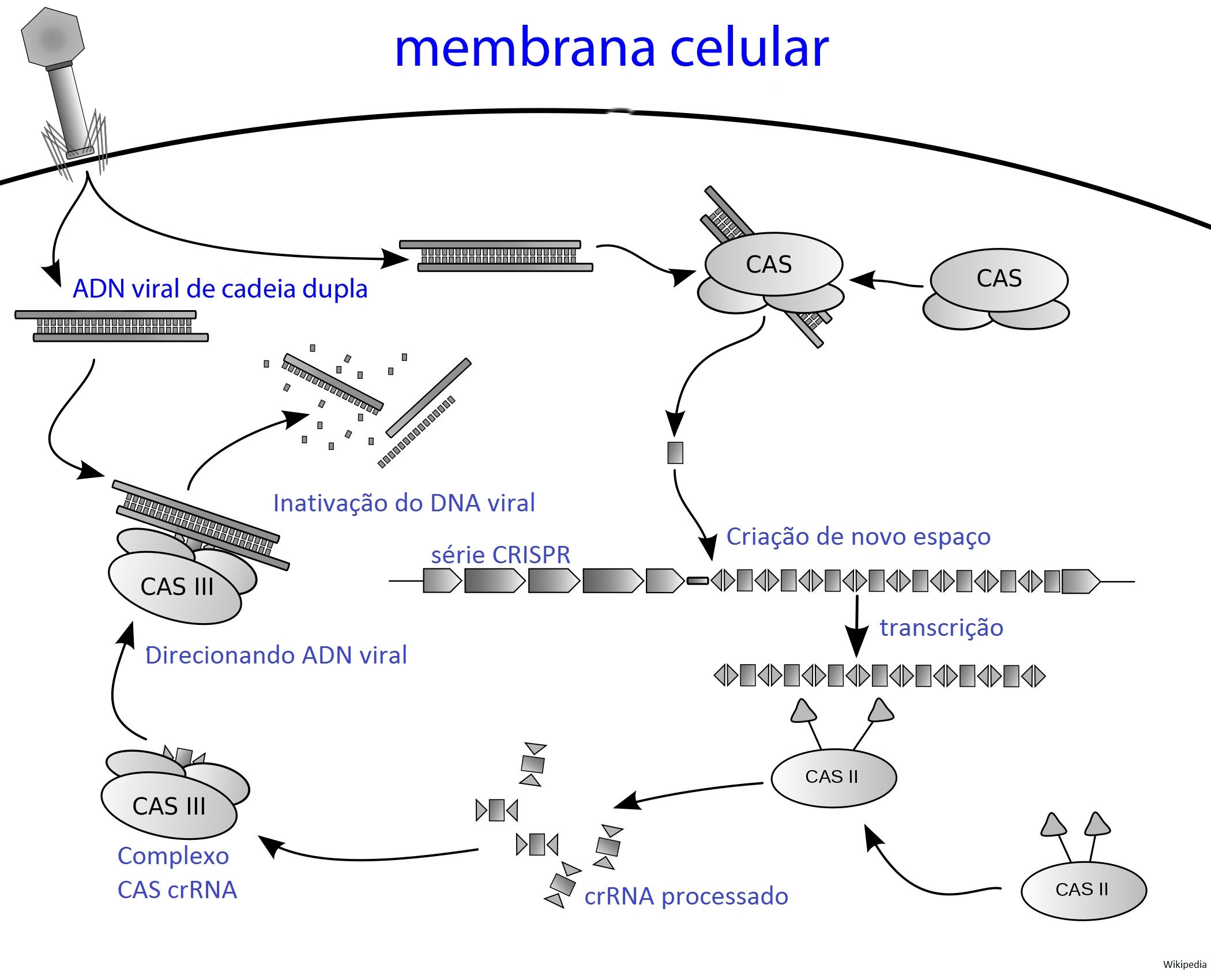
Possível diagrama do mecanismo para CRISPR. CRISPR é uma ferramenta de engenharia genética, tornando possível editar com sucesso o genoma de células de mamíferos, assim como de inúmeros outros sistemas modelos.

Em vez de usar plantas, animais ou óleo para produzir bens de consumo, é possível cultivar o material através dos próprios organismos vivos. Bactérias, algas, fungos, fermento: os mais novos ingredientes de fabricação são os mesmos da biotecnologia. Criação de produtos biológicos complexos, vivos e/ou inertes, a partir de materiais primários tais como células, moléculas, matrizes extracelulares e biomateriais são exemplos da aplicação bem sucedida de técnicas de biofabricação.
O potencial industrial da tecnologia de biofabricação está muito além da tradicional engenharia de tecidos e impressão de órgãos com orientação médica e, a curto prazo, é essencial para o desenvolvimento de tecnologias baseadas em células e tecidos humanos potencialmente altamente preditivas para a descoberta de drogas, toxicidade de drogas, toxicologia ambiental ensaios e modelos in vitro complexos de desenvolvimento humano e doenças. A longo prazo, a biofabricação também pode contribuir para o desenvolvimento de novas biotecnologias para a produção de energia sustentável na futura indústria de biocombustíveis e transformar dramaticamente a agricultura tradicional baseada em animais. O amplo espectro de aplicações potenciais e o rápido crescimento do arsenal de métodos de biofabricação sugerem fortemente que a biofabricação pode se tornar uma plataforma tecnológica dominante para a manufatura do século XXI.

## Biofabricação de moléculas
A nova geração de probióticos "engenheirados" oferecem novos atributos para o tratamento de doenças. Aproveitando décadas de avanços em engenharia metabólica e ecologia microbiana esses organismos convertem o material dietético não utilizado em moléculas terapêuticas diretamente no intestino. Os probióticos são definidos como microrganismos vivos que conferem benefícios à saúde do hospedeiro. Embora a maioria dos probióticos sejam bactérias, uma cepa de levedura, Saccharomyces boulardii, demonstra-se ser um probiótico eficaz em diversos estudos clínicos duplo-cegos.
A Saccharomyces boulardii, é uma levedura e tem demonstrado que mantém e restaura a flora intestinal nos intestinos delgado e grosso, entretanto, não é de origem intestinal e tem mostrado efeito probiótico não-patogênico e não-sistêmico, crescendo mesmo na temperatura incomumente alta de 37°C.
Juntamente com a infraestrutura de fabricação para probióticos tradicionais, probióticos projetados prometem reduzir custo do medicamento ao mesmo tempo em que melhora a especificidade da entrega. Até o momento, quase todos os probióticos projetados foram membros do domínio bacteriano da vida devido à sua alta abundância numérica no intestino e facilidade de engenharia.
A Saccharomyces boulardii está intimamente relacionado com a Saccharomyces cerevisiae, indicando que pode ser igualmente suscetível a engenharia. A Saccharomyces boulardii é uma cepa de Saccharomyces cerevisiae, compartilhando mais de 99% de parentesco gnômico, dando o sinônimo S. cerevisiae var. boulardii. Deve-se notar que a Saccharomyces boulardii é relacionada, mas distinto da Saccharomyces cerevisiae em diversas propriedades metabólicas, genéticas e taxonômicas.
Apoiado a isso, a expressão de vetores da Saccharomyces cerevisiae podem ser transformados e propagados em Saccharomyces boulardii, e a edição do genoma mediada por CRISPR/Cas9 é funcional em ambos.

## Biofabricaçãoin Situ
Estudos publicados em artigos pela revista ACS Publications (American Chemical Society) mostram que é possivel estabelecer a capacidade de produzir pequenas moléculas codificadas por vias multigênicas. A ideia inicial foi que devido às suas propriedades probióticas e semelhança com a Saccharomyces cerevisiae, estabeleceram um método para a engenharia da Saccharomyces boulardii e aplicaram este método para produzir um precursor da vitamina no intestino dos mamíferos.

Molécula de β-carotene. Na química de lipídios possuem função de pigmento, sendo precursor (provitamina) da vitamina A (lipossolúvel) que é apolar e lipídica, expressando cor laranja.

Para a condução dos estudos, foi realizado um levantamento abrangente de expressão de genes modificados até o momento em Saccharomyces boulardii, caracterizando um biblioteca de partes genéticas de Saccharomyces cerevisiae (promotores, marcadores seletivos, origens de replicação e terminadores) na base de plasmídeo e contextos genômicos. Em seguida, essas partes genética foram aplicadas para construir pela primeira vez, cepas de Saccharomyces boulardii exibindo altos níveis de produção de precursor de vitaminas (β-caroteno - sendo precursor da vitamina A) e fármacos (violaceína - um pigmento bis-indol de ocorrência natural com propriedades antibióticas. A violaceína ocorre em várias espécies de bactérias). Mais tarde, os tempos de residência do Saccharomyces cerevisiae em livre de germes, tratados com antibióticos e usado em camundongos convencionais foram comparados. Finalmente, o perfil de colonização e as capacidades de produção de biomoléculas de Saccharomyces boulardii produtoras de β-caroteno no intestino de camundongo monocolonizado, demonstrando a produção in situ de pequenas moléculas heterólogas pela primeira vez nesta cepa, foi também comparada.

Alguns dos resultados que foram publicados nos jornais acadêmicos mostraram que:
- Marcador seletivo e origem da replicação sintonizam a expressão do gene em uma ampla faixa.
- O ruído da expressão gênica baseada em plasmídeo é dependente do marcador e da origem.
- Os terminadores modulam a expressão gênica de uma maneira dependente do promotor.
- Os promotores de Saccharomyces cerevisiae mantêm amplamente suas atividades relativas em Saccharomyces boulardii.
- O genoma de Saccharomyces boulardii pode ser modificado com eficiência pela edição do genoma CRISPR-Cas12a
- O locus de integração tem um efeito menor na expressão do gene em relação à escolha do promotor
- Saccharomyces boulardii facilita a engenharia metabólica de alto rendimento por meio da montagem combinatória in vivo de vias multienzimáticas.
- A microbiota do camundongo restringe a colonização de Saccharomyces boulardii.
- Saccharomyces boulardii projetado pode produzir β-caroteno no intestino de camundongo.
- A localização genômica de Saccharomyces boulardii impacta a expressão gênica e a comparação de técnicas de edição de genoma.
  - Foi comparada a eficiência de edição em 3 diferentes loci usando 3 métodos diferentes: CRISPR / SpCas9 (SpCas9), CRISPR / LbCas12a (LbCas12a) e integração linear não assistida de dsDNA. Três guias diferentes foram usados para SpCas9 e LbCas12a para cada sitio.
  - Genes da via do β-caroteno foram clonados aleatoriamente por trás de 9 promotores (pTDH3, pCCW12, pHHF2, pTEF1, pTEF2, pHHF1, pHTB2, pPAB1, pRNR2). Os terminadores tSSA1, tADH1, tTDH1, and tENO1 foram clonados atrás de crtE, crtI, crttYB-2 e tHMG1, respectivamente. O plasmídeo de base contém conectores YTK Type1 e Type2 para permitir a montagem de Saccharomyces boulardii in vivo. As regiões do promotor-gene-terminador entre os dois conectores foram amplificadas e os produtos de PCR foram transformados em Saccharomyces boulardii para a montagem da via em um backbone linear por meio de recombinação homóloga assistida por conector

Ao fim, foi descoberto que a levedura produtora de β-caroteno pode colonizar camundongos livres de germes ao longo de quatorze dias e continuamente produzem β-caroteno. Esses resultados indicam que a Saccharomyces boulardii é um probiótico promissor e apontam para várias áreas de pesquisas futuras para melhorar ainda mais suas propriedades de entrega, incluindo o tempo de residência no intestino e a capacidade de secretar biomoléculas e proteínas, e portanto, expandem a capacidade de sintonizar a produção de biomoléculas no eucarioto probiótico Saccharomyces boulardii.

## Produtos
Existem milhares de produtos de biofabricação no mercado hoje. Alguns exemplos de classes gerais estão listados abaixo:
Medicina
- Aminoácidos;
- Biofármacos;
- Citocinas;
- Proteínas de fusão;
- Fatores de crescimento;
- Anticorpos monoclonais;
- Vacinas;

Alimentos e bebidas
- Aminoácidos;
- Enzimas;
- Suplementos de proteína;

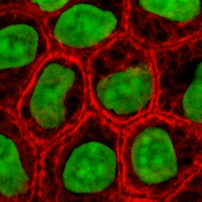
Células epiteliais em cultura. Em vermelho, queratina e em verde, DNA.

Aplicações industriais que empregam células e/ou enzimas
- Biocimentação;
- Biorremediação;
- Detergentes;
- Plásticos;

## Operações industriais

Estrutura esquemática do biorreator. Biorreatores avançados podem ser necessários para promover a biofabricação.

Uma lista parcial de operações unitárias utilizadas durante a biofabricação inclui o seguinte:
- Fracionamento do plasma sanguíneo;
- Cultura de células;
- Separação de células, como filtração e centrifugação;
- Fermentação;
- Homogeneização;
- Cromatografia em coluna;
- Ultrafiltração;
- Esclarecimento, como filtração;
- Formulação;
- Enchimento de frascos ou seringas para medicamentos injetáveis;